# Lloyd-Aéreo-Boliviano-Flug 301
Am 1. Februar 2008 ging einer Boeing 727-259 auf dem Charterflug Lloyd-Aéreo-Boliviano-Flug 301 in der Nähe des Flughafen Trinidad der Treibstoff aus, während sie auf dem Weg von El Alto nach Cobija war. Die Piloten führten eine Notlandung in einem sumpfigen Gebiet einige Kilometer vom Flughafen entfernt durch. Alle 156 Insassen überlebten, nur zwei Passagiere erlitten leichte Verletzungen.

## Hintergrund
Das Flugzeug war eine Boeing 727-259 Advanced, die 1980 hergestellt wurde, mit der Seriennummer 22475 und Pratt & Whitney JT8D-17R Triebwerken. Es wurde von der ehemaligen Nationalfluggesellschaft Boliviens, Lloyd Aéreo Boliviano (LAB), betrieben.

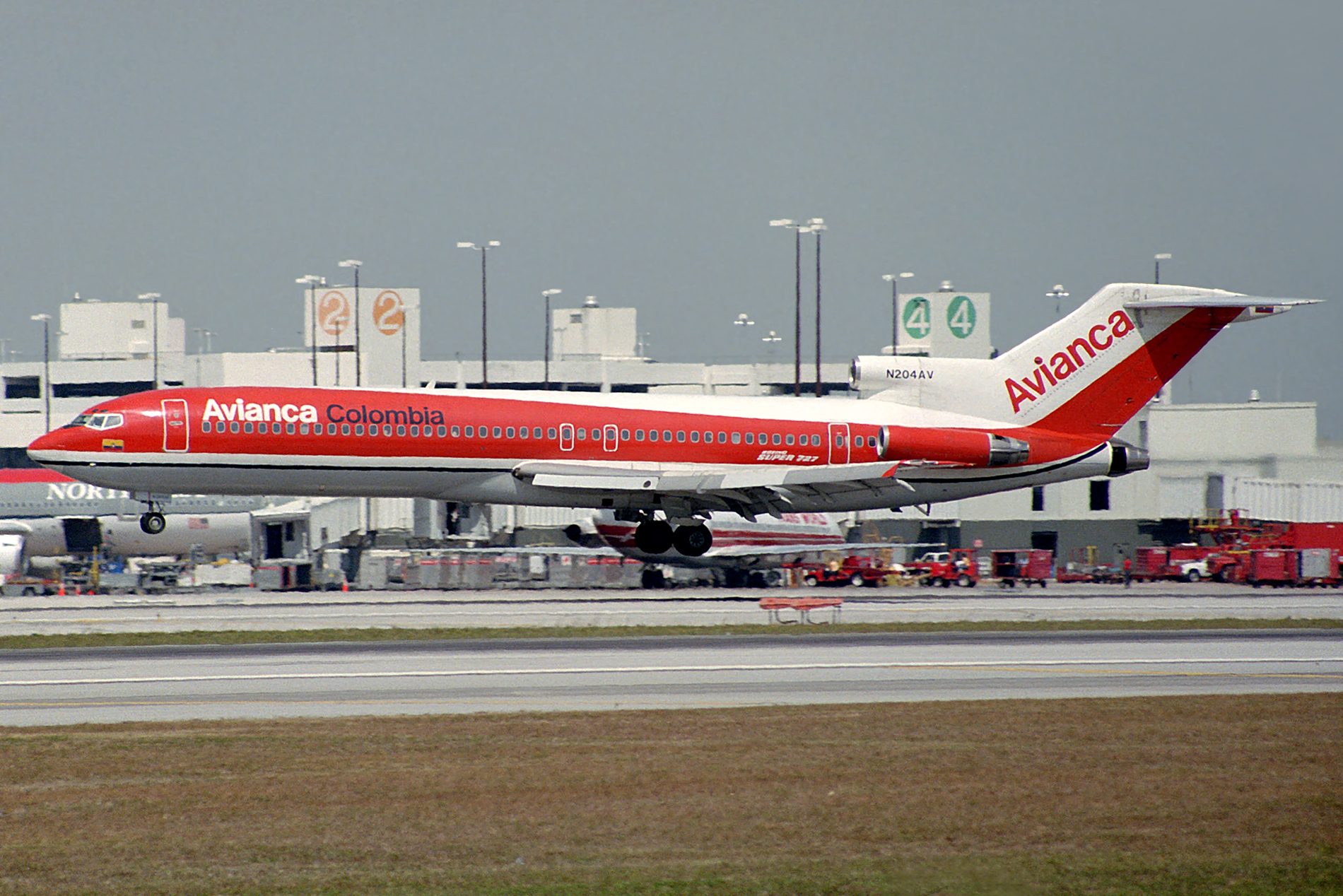
Das beteiligte Flugzeug während seiner Dienstzeit bei Avianca (1992)

Nach seiner Herstellung wurde das Flugzeug am 4. Dezember 1980 an Avianca ausgeliefert (N204AV), dann am 14. Dezember 1993 an Capitol Air Express mit demselben Luftfahrzeugkennzeichen weitergegeben. Am 1. Oktober 1994 wurde es an Sun Country Airlines (N289SC) übergeben, bis es schließlich am 28. Dezember 2002 an LAB mit der Registrierung CP-2429 ausgeliefert wurde.
Im Jahr 2006 wurde das Flugzeug zur Wartung am Flughafen Lima in Peru eingelagert. Die Wartung dauerte etwa ein Jahr. Nach der Wartung nahm der Wiedereingliederungsprozess etwa zwei Monate in Anspruch, und das Flugzeug kehrte am 4. Juni 2007 in den Dienst von LAB zurück.

## Unfall
Der Flug wurde von Transporte Aéreo Militar (TAM) gechartert, um gestrandete Passagiere aufgrund von Streckensperrungen als Teil der Solidaritätsflüge dieses Unternehmens zu transportieren. Das Flugzeug startete vom Flughafen La Paz-El Alto mit Ziel Flughafen Cobija. Die Piloten versuchten mehrmals zu landen, jedoch ohne Erfolg. Sie wurden informiert, dass der Flughafen aufgrund schlechten Wetters geschlossen war, weshalb sie beschlossen, zum Flughafen Trinidad in Trinidad, Beni, auszuweichen.
Auf dem Weg nach Trinidad stießen die Piloten ebenfalls auf widrige Wetterbedingungen. Der Treibstoff reichte aufgrund der Verzögerung durch die Flughafen-Schließung in Cobija und der Wetterbedingungen nicht aus. Der Kapitän versuchte eine Notlandung in der Nähe des Flughafens Trinidad. Um 10:35 Uhr landete das Flugzeug in einem sumpfigen Gebiet wenige Kilometer vom Flughafen entfernt. Es gab kein Feuer, und die Schäden am Flugzeug waren minimal. Trotz des Aufpralls überlebten alle 151 Passagiere und fünf Besatzungsmitglieder den Unfall. Es wurde als Wunder angesehen, dass es keine Todesopfer gab.

## Untersuchung
Der Abschlussbericht der Dirección General de Aeronáutica Civil (DGAC) stellte fest, dass die Ursachen und Auswirkungen des Unfalls auf folgende Faktoren zurückzuführen waren:
- Die Wetterbedingungen am Flughafen Cobija waren ungünstig. Die Piloten unternahmen drei Landeversuche, danach beschlossen sie, zum Flughafen Trinidad auszuweichen. Das Flugzeug verbrauchte seinen gesamten Treibstoff, und es wurde eine Notlandung durchgeführt.[5]

- Vor dem Flug verhinderte ein nicht bekannt gegebenes technisches Problem den Start, was zu einer Verzögerung führte und den Verlust von Treibstoff verursachte, der für die Landung des Flugzeugs am Flughafen Trinidad notwendig gewesen wäre.

- Das Flugzeug hatte Treibstoff für 2 Stunden und 45 Minuten Flugzeit, was mehr als ausreichend für einen Flug von La Paz nach Cobija war. Allerdings wurde festgestellt, dass die Piloten nicht genügend Treibstoff gemäß den gesetzlichen Vorschriften geladen hatten. Das Flugzeug hätte genug Treibstoff für den Flug von Start bis Ziel sowie zusätzlich 45 Minuten Reserve haben müssen.

- Alle Faktoren deuten darauf hin, dass die Verzögerung beim Start, das Fehlen von Treibstoffreserven, die fehlgeschlagenen Landeversuche und die Umleitung nach Trinidad einen Großteil des Treibstoffs verbrauchten, sodass das Flugzeug nur wenige Kilometer vor dem Flughafen keinen Treibstoff mehr hatte und eine Notlandung im Amazonas-Regenwald von Beni durchführen musste.[6]

Der Abschlussbericht stellte fest, dass eine Kombination aus technischen Problemen, Wetterbedingungen und Treibstoffmangel die Ursachen dieses Unfalls waren. Dennoch überlebten alle Insassen, wobei nur zwei Personen verletzt wurden, was die Fähigkeiten und den Heldenmut der Piloten unter Beweis stellte, da sie eine „wunderhafte Landung“ im Amazonas-Regenwald von Beni ohne Todesopfer ermöglichten.